# Paulhaguet
Paulhaguet és un municipi francès del departament de l'Alt Loira, a la regió d'Alvèrnia-Roine-Alps. L'1 de gener del 2021 tenia 859 habitants.